# TechSoup
TechSoup — заснована 1987 року як CompuMentor, пізніше відома як TechSoup Global, неприбуткова міжнародна мережа неурядових організацій (NGO), яка надає технічну підтримку та технологічні інструменти для інших неприбуткових організацій.

## Історія
Після обговорення технологічних потреб неприбуткових організацій з членами WELL, Даніель Бен-Горін заснував CompuMentor (пізніше TechSoup). Його метою було створити програму, в якій люди з технологічними навичками ("ментори") добровільно допомагали неприбутковим організаціям з інформаційними технологіями. Він також почав збирати пожертви технологічних продуктів, в основному від технічних журналів, які мали великі запаси непотрібного програмного забезпечення, надісланого їм компаніями, що шукали висвітлення своїх продуктів, які CompuMentor збирав, а потім продавав неприбутковим організаціям за номінальну плату, спочатку 5 доларів США.
У 1997 році CompuMentor отримав $350 000 пожертв, що пов'язало його з Центром ІТ-ресурсів як найбільшим некомерційним постачальником технологічної допомоги в США.
У 2008 році організація змінила назву на TechSoup Global.
Станом на 2016 рік дохід TechSoup склав 30,8 мільйона доларів. У партнерстві з такими компаніями, як Microsoft, Adobe, Cisco та Symantec, TechSoup надає послуги з технологічної допомоги та валідації НУО неурядовим організаціям, фондам, бібліотекам та іншим організаціям громадянського суспільства по всьому світу. У партнерстві з Microsoft вона створила Глобальну мережу TechSoup для підтримки поширення послуг серед неприбуткових організацій.
Глобальна мережа TechSoup включає Fundacja TechSoup, окремо зареєстрований "регіональний хаб", створений TechSoup Global. Він базується у Варшаві, Польща, і підтримує діяльність у 48 європейських країнах.

## TechSoup в Україні
З 2016 року Ресурсний центр ГУРТ у партнерстві з ТехСуп реалізує Програму технологічної підтримки неприбуткових організацій (НПО) України (ТехСуп Україна). Ця програма надає українським НПО доступ до програмного забезпечення та інших пожертвувань від провідних світових донорів на пільгових умовах. Станом на вересень 2018 в рамках цієї Програми українські НПО вже отримали програмне забезпечення на більше ніж 11 млн гривень, заощадивши 92—96 відсотків ринкової вартості.